# SkateMill
De SkateMill is een brede en lange lopende band waarop schaatsers kunnen trainen en waarmee trainers en wetenschappers de schaatsbeweging kunnen onderzoeken. De SkateMill is aan de voorzijde in hoogte verstelbaar waardoor er op dit apparaat een semi-specifieke en dynamische krachttraining kan worden uitgevoerd.
De SkateMill werd in 1998 door Ruud Wegman bedacht tijdens het skiën op een vergelijkbare rollerpiste. Het eerste prototype van de SkateMill werd in samenwerking met Frank Nieuwenhuis in de zomer van 2001 gebouwd. In februari 2002 was de SkateMill gereed voor testen.
De eerste schaatser die de SkateMill testte was marathonschaatser Miel Roozendaal. De eerste schaatstrainers die de SkateMill hebben getest waren Gerard Kemkers en Geert Kuiper. Op de SkateMill kunnen schaatsers en skeeleraars zichzelf tijdens het skeeleren vanuit allerlei cameraposities zien op een groot beeldscherm aan de voorzijde. 
De schaatsers krijgen zo direct feedback en kunnen ook direct de beweging aanpassen en deze aanpassing waarnemen. Wetenschappers doen nu tal van onderzoeken met de SkateMill. De VU en de Universiteit van Trondheim hebben inmiddels een SkateMill waar, naast het onderzoeken van de schaatsbeweging, ook andere onderzoeken op worden uitgevoerd. Inmiddels is er ook een kleine versie van de SkateMill waarop ijshockey schaatsers kunnen trainen en testen. De lopende band van deze SkateMill is van een speciaal soort kunststof vervaardigd waardoor er met schaatsijzers op kan worden geschaatst.